# Naha Mint Mouknass
Naha Mint Mouknass (tiếng Ả Rập: الناهة بنت مكناس; sinh năm 1969) là một chính trị gia người Mauritania. Bà là cựu Bộ trưởng Bộ Ngoại giao và Hợp tác của Mauritania, đảm nhận chức vụ này từ năm 2009 đến 2011.

## Những năm đầu và giáo dục
Mouknass sinh năm 1969 tại Nouakchott, con gái của Hamdi Ould Mouknass, người từng giữ chức Ngoại trưởng dưới thời Moktar Ould Daddah. Gia đình bà thuộc bộ lạc chiến binh el-Gor đến từ Vùng Dakhlet Nouadhibou.
Bà theo học Học viện Quản lý Superior tại Paris, tốt nghiệp năm 1995.

## Nghề nghiệp
Sau khi tốt nghiệp, bà trở lại Nouakchott để làm việc cho Công ty Coca-Cola  Năm 2000, bà trở thành Chủ tịch của Liên minh Dân chủ và Tiến bộ. Sau đó, bà trở thành cố vấn cho Tổng thống Ould Taya, đảm nhận chức vụ này từ năm 2000 đến 2001. Sau đó, bà được bổ nhiệm làm Bộ trưởng Cố vấn cho Tổng thống, phục vụ từ năm 2001 cho quân đội của Taya năm 2005.
Mouknass nói được cả tiếng Ả Rập và tiếng Pháp.
Mouknass được bổ nhiệm làm Bộ trưởng Ngoại giao năm 2009, bà là người phụ nữ đầu tiên ở Mauritania đứng đầu một bộ quan trọng như vậy.